# 穆特希德
穆特希德是德国莱茵兰-普法尔茨州的一个市镇。总面积3.07平方公里，总人口520人，其中男性279人，女性241人（2011年12月31日），人口密度169人/平方公里。